# Altice Portugal
Altice Portugal (tidligere Portugal Telecom) er en portugisisk telekommunikationsvirksomhed. Siden 2015 har selskabet været et datterselskab til Altice Europe. Virksomheden blev etableret som Portugal Telekom i 1994 efter en opdeling af portugisisk PTT.